# Ланцман, Владимир Яковлевич
Владимир Яковлевич Ланцман (англ. Vladimir Landsman; род. 21 декабря 1941, Душанбе) — советский и канадский скрипач, педагог.

## Биография
Учился в Центральной музыкальной школе у Юрия Янкелевича, затем в Музыкальном училище при Московской консерватории и наконец в самой Московской консерватории — по-прежнему под руководством Янкелевича.
В 1963 г. был удостоен третьей премии на Международном конкурсе имени Жака Тибо в Париже, в 1966 г. выиграл Монреальский международный конкурс исполнителей. Выступал как солист Московской филармонии.
В 1973 году эмигрировал в Израиль, с 1975 г. обосновался в Монреале, в 1981 г. получил гражданство Канады. В 1983 г. дебютировал в Нью-Йорке, вызвав неоднозначную оценку критики — наивысшей похвалы удостоилась «возбуждающая» (англ. exhilarating ) трактовка Ланцманом сонаты для скрипки соло Эжена Изаи. В 1989 г. впервые после эмиграции выступил в Москве.
Преподаёт в Монреальском университете. Входил в жюри различных международных конкурсов, в том числе Международного конкурса скрипачей имени Юрия Янкелевича.